# Xingyi
Pour l’article homonyme, voir Xingyi Quan.

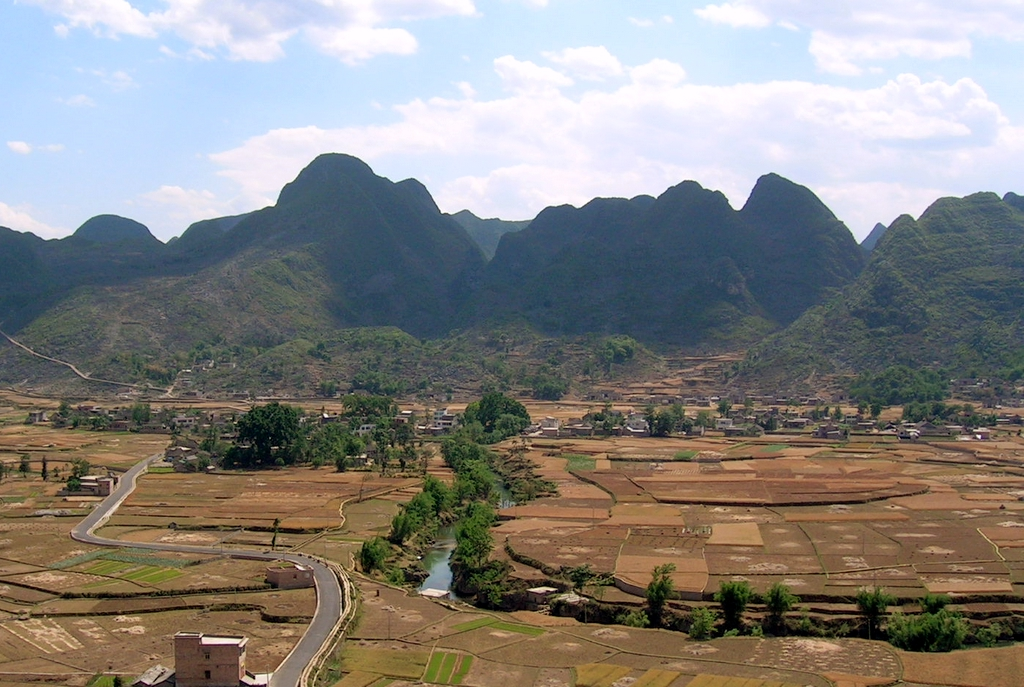
Paysage près de Xingyi

Xingyi (兴义 ; pinyin : Xīngyì) est une ville de la province du Guizhou en Chine. C'est une ville-district placée sous la juridiction de la préfecture autonome buyei et miao de Qianxinan.

## Démographie
La population du district était de 684 128 habitants en 1999, et celle de la ville de Xingyi était estimée à 120 419 habitants en 2007.

## Transports
La ville est desservie par l'aéroport de Xingyi (en).

## Divers
Selon la Laogai Research Foundation, un laogai (« camp de rééducation par le travail ») y serait implanté.